# Olulodes conscripta
Olulodes conscripta är en fjärilsart som beskrevs av Lucas 1894. Olulodes conscripta ingår i släktet Olulodes och familjen nattflyn. Inga underarter finns listade i Catalogue of Life.